# Gorg Negre (Monistrol de Calders)
El Gorg Negre és un gorg del terme municipal de Monistrol de Calders, a la comarca del Moianès.
Està situat a la zona sud del terme municipal, al sud-est de la Casanova, en el punt de trobada del torrent de l'Om amb el torrent de la Baga de l'Om.